# Teutschenthal
Teutschenthal ist eine Einheitsgemeinde im Saalekreis in Sachsen-Anhalt, weithin sichtbar mit ihrer Kalihalde und bekannt für die Motocross-Strecke, auf der auch Weltmeisterschaften stattfinden.

## Geografie
Die Gemeinde liegt 12 km westlich von Halle (Saale). Sie liegt im Tal des Würdebachs.

### Gemeindegliederung
Folgende Ortschaften, Ortsteile und Wohnplätze sind ausgewiesen:
| Ortschaft                                             | Eingemeindung     |
| ----------------------------------------------------- | ----------------- |
| Angersdorf (mit Schlettau)                            | 1. September 2010 |
| Dornstedt (mit Asendorf)                              | 1. Januar 2010    |
| Holleben (mit Benkendorf, Beuchlitz)                  | 1. Januar 2005    |
| Langenbogen (mit Bauernsiedlung und -Bahnhof)         | 1. Januar 2010    |
| Steuden (mit Etzdorf)                                 | 1. Januar 2010    |
| Teutschenthal (mit Ortsteilen a)                      | 15. Juli 1950     |
| Zscherben                                             | 1. Januar 2005    |
| Die Ortschaften von Teutschenthal (anklickbare Karte) |                   |

### Nachbargemeinden
Nachbargemeinden sind Salzatal im Norden, die Schkopau sowie die kreisfreie Stadt Halle (Saale) im Osten, Bad Lauchstädt im Süden und Obhausen, sowie die im Landkreis Mansfeld-Südharz liegende Gemeinde Seegebiet Mansfelder Land im Westen.

## Geschichte
Zahlreiche Funde sowie einige wenige erhaltene Grabhügel belegen eine Besiedlung der Gegend bereits in vorgeschichtlichen Zeiten. Hervorzuheben ist dabei ein mittelbronzezeitlicher Textilfund, der bei einer Ausgrabung im Jahr 1887 in einem der „Heidengräber“ auf dem Schafberg zu Tage trat. Das Fragment aus Schafswolle konnte mittels C14-Analyse in das 14. Jahrhundert v. Chr. datiert werden und ist damit einer der ältesten Textilfunde in Sachsen-Anhalt.
Der Ursprung des heutigen Ortsteils Teutschenthal liegt in mindestens sieben mittelalterlichen Dörfern, deren Siedlungsnamen auf slawische und deutsche Bevölkerungsanteile schließen lassen. Nach einer Dorfskizze aus dem Jahr 1689 reihten sich die Siedlungen:
- Oesnitz (Osniza (9. Jh./11. Jh.), Osnitz (1180), Oznicz (1347), Tutzenthal (1400)),
- Würden (Wordhem (1219)),
- Ibitz (Ybitz (1347), Ibiczt (1452)),
- Bossdorf (Pameluchesdorp (?)),
- Gottsdorf (Godimesdorf (9. Jh./11. Jh.), Gitistorp (1347), Gotistorf (1347)),
- Deussen (Dussina (9. Jh./11. Jh.), Dusne (1136), Deussenthal (1363)) und
- Kusdorf (Cozimensdorp (?), Koischdorf (1452))[5]

von Ost nach West entlang des Würdebaches. Das 1452 in einer Merseburger Gerichtsurkunde erwähnte Nazdorff (auch Natzdorf) ist wahrscheinlich mit dem heutigen Etzdorf bei Steuden identisch und somit nicht als die achte und westlichste der Teutschenthaler Ursprungssiedlungen anzusprechen. Drei der Würdebachsiedlungen, nämlich Dussina (Deussen), Codimesdorpf (Gottsdorf) und Osniza (Oesnitz) wurden bereits im 9. Jahrhundert im Zehntverzeichnis des Wigberti-Klosters Hersfeld erstmals urkundlich erwähnt. Zu dieser Zeit lag das gesamte Würdebachtal im südlichen Teil des Hassegaus. Anfang des 12. Jahrhunderts übertrug Graf Wichmann von Seeburg seine Besitzungen im Würdebachtal an das Kloster Kaltenborn bei Emseloh. 1365 verkaufte die Abtei sämtliche Zinsen und Güter in Dussina an das Bistum Merseburg. Da gleichzeitig aber die restlichen Ländereien im Klosterbesitz verblieben, waren Ober- und Unterteutschenthal für 450 Jahre territorial voneinander getrennt.
Dussina, aus dem Oberteutschenthal hervorging, gehörte zum hochstiftlich-merseburgischen Amt Lauchstädt, das seit 1561 unter kursächsischer Hoheit stand und zwischen 1656/57 und 1738 zum Sekundogenitur-Fürstentum Sachsen-Merseburg gehörte. Mit dem Amt Lauchstädt kam dieser Teil von Teutschenthal im Jahr 1806 zum Königreich Sachsen.

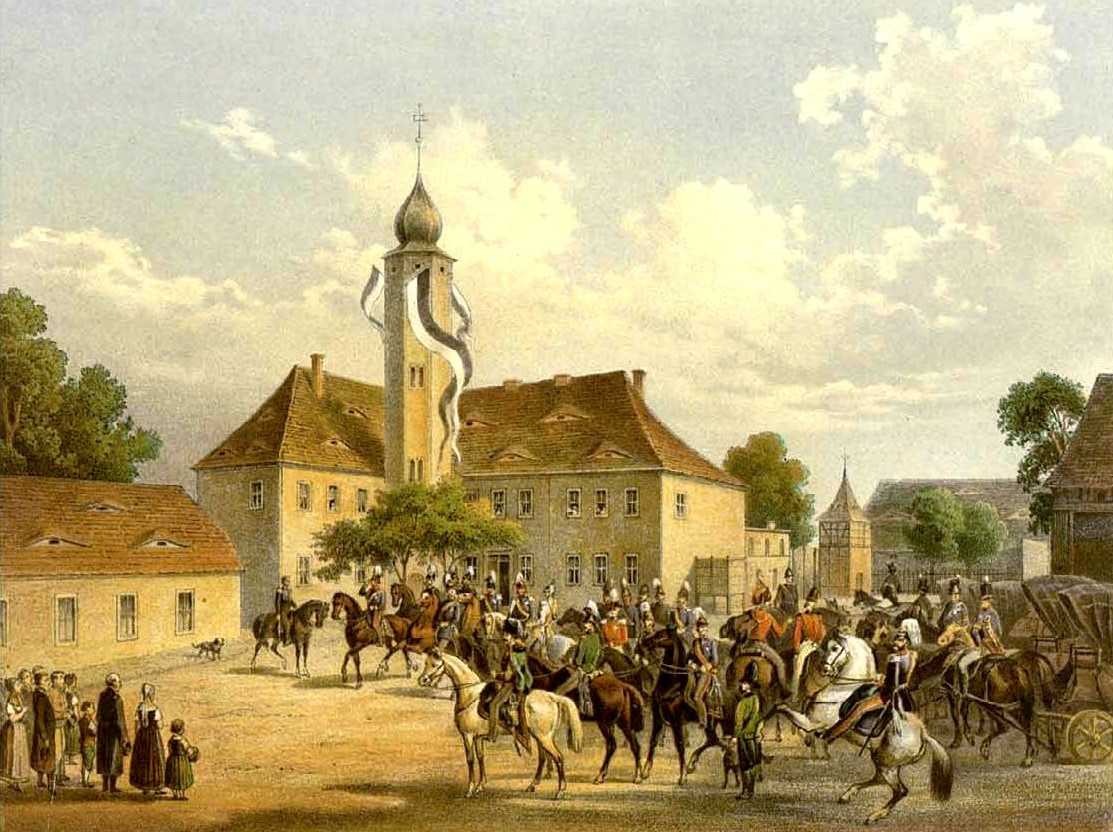
Schloss Würdenburg um 1862/63, Sammlung Alexander Duncker

Die Siedlungen im Unterthal wurden als Lehen der Grafschaft Mansfeld von den Herren von Trotha verwaltet. Diese hatten sich auf einem Freigut noch vor 1600 das Schloss Würdenburg erbauen lassen und übten zudem die Gerichtsbarkeit über den mansfeldischen Teil von Teutschenthal aus. Bei der Teilung der Grafschaft Mansfeld 1738/80 kam der mansfeldische Teil von Teutschenthal mit dem Trothaischen Rittergut zu dem Anteil, den das preußische Herzogtum Magdeburg erhielt. Während der französischen Besetzung (1807 bis 1813) wurde der preußische Anteil von Teutschenthal dem Königreich Westphalen angegliedert und dem Distrikt Halle im Departement der Saale zugeordnet. Er gehörte zum Kanton Fienstedt.
Während des Dreißigjährigen Krieges zerstörten die Kriegsparteien den Ort, den Wiederaufbau verdankten die Bewohner Wolf Thilo von Trotha (1620–1683). Der wirtschaftliche Aufschwung, der nach dem Kriegsende einsetzte, wurde ein Jahrhundert später durch den Siebenjährigen Krieg (1756–1763) und die napoleonische Besetzung des Landes von 1807 bis 1813 unterbrochen.
Bei der politischen Neuordnung nach dem Wiener Kongress 1815 wurde der vom Königreich Sachsen abgetretene Teil von Teutschenthal mit dem preußischen Teil vereinigt. Im Jahr 1816 wurden Ober- und Unterteutschenthal dem Regierungsbezirk Merseburg der preußischen Provinz Sachsen angeschlossen und dem Mansfelder Seekreis zugeordnet.
Die Zusammenlegung der bis dahin eigenständigen Gemeinden Oberteutschenthal, Unterteutschenthal und Eisdorf zu einer neuen Gemeinde Teutschenthal erfolgte aufgrund der Ersten Verordnung zum Gesetz zur Änderung der Kreis- und Gemeindegrenzen vom 27. April 1950 bzw. der Zweiten Verordnung zum Gesetz zur Änderung der Kreis- und Gemeindegrenzen vom 20. Juli 1950. Die offizielle Zusammenlegung der in der Zweiten Verordnung aufgeführten Gemeinden war bis zum 1. August 1950 durchzuführen. Im Zuge dieser Gebietsreform wurde Teutschenthal in den neu zugeschnittenen Saalkreis umgegliedert, der 2007 im Saalekreis aufging. Aus dieser Zeit stammen die Bezeichnungen „Teutschenthal West“ (Oberteutschenthal), „Teutschenthal Mitte“ (Unterteutschenthal) und „Teutschenthal Ost“ (Eisdorf). Zum 1. November 1993 wurde Köchstedt durch Umgliederung von Bennstedt ein Ortsteil der Gemeinde Teutschenthal. Die 2005 und 2010 nach Teutschenthal eingemeindeten Orte bilden mit ihren Ortsteilen Ortschaften der Gemeinde Teutschenthal.
Der Ortsname entwickelte sich aus dem slawischen Dussina (9. Jh./11. Jh.) zu Dusne (1136) und Deußen/Deussen/Teusen. Daraus entstehen die Bezeichnungen als Deußenthal (1363) und Tutzenthal (1400). Der Erwähnung als Deutzsch Tall auf einer Grenz- und Straßenkarte aus dem Jahr 1571 folgt die Benennung als Deutsche Thal auf einer Dorfskizze von 1689, aus der sich schließlich die heutigen Form Teutschenthal bildet.

### Geschichte der Industrialisierung

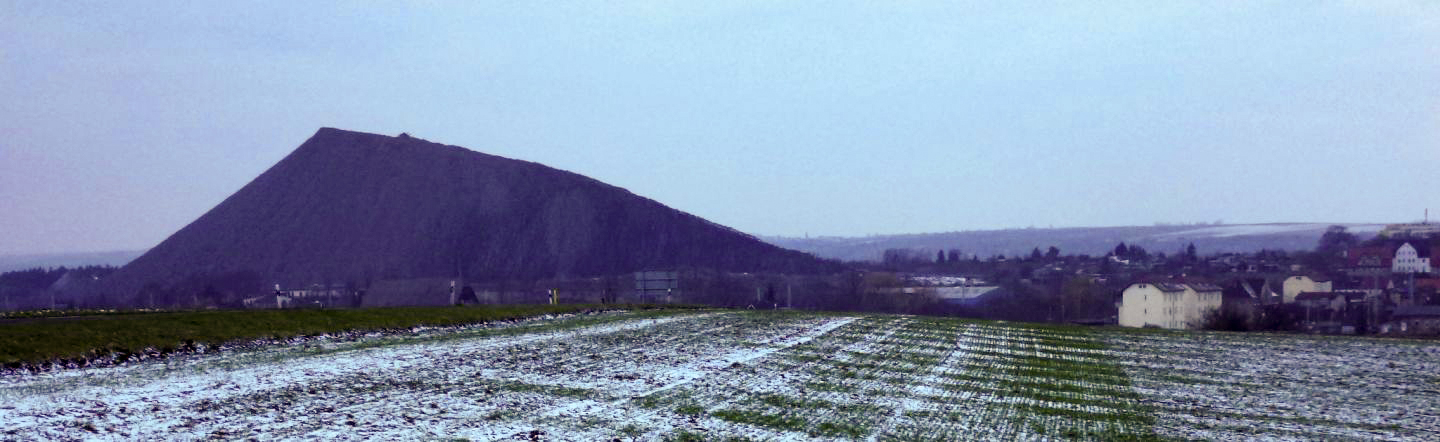
Kalihalde im Norden des Bahnhofs

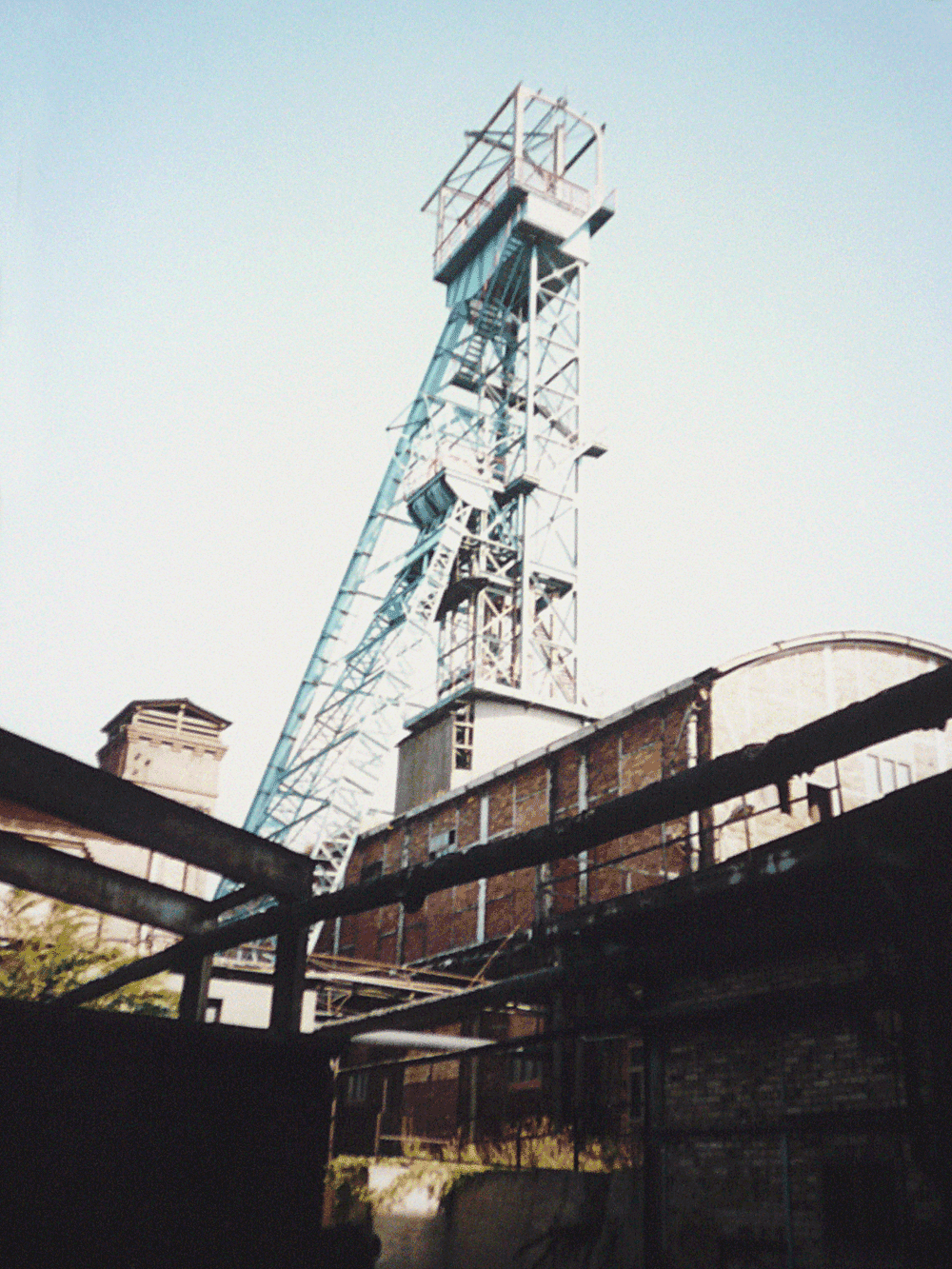
Förderanlage des Schachtes Teutschenthal (1991)

Bis ins 19. Jahrhundert war Teutschenthal agrarisch orientiert. Ein industrieller Aufschwung begann erst mit dem Kohleabbau und dem Siegeszug der Zuckerrübe, der wiederum auch Auswirkungen auf die Landwirtschaft hatte.
Mit dem Bau der Eisenbahnlinie von Halle (Saale) nach Kassel im Jahre 1864 entstanden, teilweise auf Wanslebener Flur, Bahnhof-, Post- und Wohngebäude. Zu Beginn des 20. Jahrhunderts, insbesondere nach der Gründung des Kaliförderunternehmens Krügershall AG 1905, und in den folgenden Jahrzehnten wurden weitere Wohnanlagen zum Teil auf Langenbogener Flur für Bergarbeiter, Angestellte und leitende Mitarbeiter des Kaliwerks errichtet. 1936 erbaute die I.G. Farben in Teutschenthal ein Werk für die Magnesiumproduktion.
Trotz Stilllegung des Kaliwerkes im Jahre 1982 entwickelte sich Teutschenthal-Bahnhof zu einem industriellen und gewerblichen Zentrum.
Die durch die Kaligewinnung entstandenen Hohlräume stellen ein großes Problem dar, da das Carnallitit-Salzgestein Instabilität bedingende physikalische Eigenschaften (z. B. Sprödbruch) aufweist. Bereits am 24. Mai 1940 waren bei einem derartigen Gebirgsschlag 42 Bergleute ums Leben gekommen. Der letzte Hohlraumeinsturz ereignete sich am 11. September 1996 und zog ein knapp 20 Sekunden andauerndes Erdbeben mit einer Magnitude von ML=5,6 nach sich. Das Beben wurde weltweit von Seismographen registriert. Heute werden in dem Versatzbergwerk Anstrengungen unternommen, die noch verbliebenen Hohlräume von rund 7 Millionen Kubikmetern durch Verfüllung (bergbaulich: Versatz) zu sichern.
Im Jahr 2010 wurde durch das Landesamt für Geologie und Bergwesen bekannt, dass die Betreiberfirma, die Grube Teutschenthal Sicherungs GmbH (GTS), in diesen Hohlräumen Giftstoffe eingelagert hatte. Die Gesamtmenge dieser aus Verbrennungsanlagen stammenden „hochgiftigen und illegal eingelagerten Filterstäube“ wird auf 11.000 Tonnen geschätzt. Nach Bekanntwerden dieser Praxis forderte die Leitung der Betreiberfirma gegenüber der sachsen-anhaltischen Landesregierung, dass „sich der Steuerzahler an den Kosten“ für die künftige Überprüfung der „Abfallströme“ beteiligen solle. Die Firma GTS, eine Tochter der Geiger Unternehmensgruppe, ist weiterhin mit dem Betrieb der Grube betraut.
Am 8. November 2019 kam es im Bergwerk in 700 Meter Tiefe zu einer Verpuffung. Während dieser Zeit waren 38 Bergleute unter Tage. Sie konnten nach etwa zwei Stunden gerettet werden; zwei von ihnen wurden verletzt. Die Ursache des Unglücks ist noch nicht geklärt.

## Bevölkerung
| Jahr | Einwohner |
| ---- | --------- |
| 1990 | 05.701    |
| 2006 | 09.397    |
| 2010 | 14.105    |
| 2015 | 12.956    |
| 2020 | 12.826    |

| Jahr | Einwohner |
| ---- | --------- |
| 2021 | 12.793    |
| 2022 | 13.094    |
| 2023 | 13.066    |
| 2024 | 13.038    |

Stand: 31. Dezember des jeweiligen Jahres (Angaben des Statistischen Landesamtes Sachsen-Anhalt), ab 2011 auf Basis des Zensus 2011, ab 2022 auf Basis des Zensus 2022
Der starke Anstieg der Einwohnerzahl zwischen 2006 und 2010  ist auf Eingemeindungen zurückzuführen.

## Politik

### Gemeinderat
Der Gemeinderat von Teutschenthal besteht aus 28 Mitgliedern und dem Bürgermeister. Die Kommunalwahl am 9. Juni 2024 führte zu folgendem Ergebnis:
| Partei / Wählergruppe                             | Stimmenanteil 2019 | Sitze 2019 |        | Stimmenanteil 2024 | Sitze 2024 |
| ------------------------------------------------- | ------------------ | ---------- | ------ | ------------------ | ---------- |
| AfD                                               | 13,3 %             | 1          | 26,7 % | 5                  |            |
| Unabhängige Bürgervereinigung Teutschenthal (UBV) | 23,9 %             | 7          | 25,6 % | 7                  |            |
| CDU                                               | 15,1 %             | 4          | 19,5 % | 5                  |            |
| Allgemeine Bürgervereinigung Langenbogen (ABL)    | 07,4 %             | 2          | 07,7 % | 2                  |            |
| FDP                                               | 07,9 %             | 2          | 05,6 % | 2                  |            |
| Wir für Teutschenthal (WfT)                       | –                  | –          | 04,5 % | 1                  |            |
| SPD                                               | 04,7 %             | 1          | 03,9 % | 1                  |            |
| Bürger für Holleben (BfH)                         | 05,2 %             | 2          | 03,8 % | 1                  |            |
| Freie Bürger für Angersdorf (FBfA)                | –                  | –          | 02,8 % | 1                  |            |
| Die Linke                                         | 07,7 %             | 2          | –      | –                  |            |
| Die Mitte                                         | 04,6 %             | 1          | –      | –                  |            |
| Turn- und Sportverein Schwarz-Weiß Zscherben      | 03,8 %             | 1          | –      | –                  |            |
| Bündnis 90/Die Grünen                             | 03,5 %             | 1          | –      | –                  |            |
| Pfingstverein Dornstedt-Asendorf                  | 02,9 %             | 1          | –      | –                  |            |
| Insgesamt                                         | 100 %              | 25         | 100 %  | 25                 |            |

Bei der Wahl 2024 entfielen auf die AfD acht Sitze, von denen drei unbesetzt bleiben, weil die Partei nur fünf Kandidaten nominiert hatte.
Bei der Wahl 2019 entfielen auf die AfD vier Sitze, von denen drei unbesetzt blieben, weil die Partei nur einen Kandidaten nominiert hatte.

### Bürgermeister
- 2010–2017: André Herzog
- 2017–2019: Ralf Wunschinski (CDU)[25]
- seit 2019: Tilo Eigendorf (UBV)

Im Jahr 2018 beantragte der Gemeinderat bei der Kommunalaufsicht ein Disziplinarverfahren gegen Wunschinski und zeigte ihn bei der Staatsanwaltschaft Halle (Saale) wegen Untreue an. Am 28. Mai 2019 votierten 85 % der Einwohner Teutschenthals für seine Abwahl.
Am 20. Oktober 2019 wurde Tilo Eigendorf (UBV) mit 71,9 % der gültigen Stimmen zum neuen Bürgermeister gewählt.

### Wappen
| | Blasonierung: „In Grün eine silberne Spitze, belegt mit einer entwurzelten grünen Linde, oben nach der Figur begleitet von zwei steigenden, dreiblättrigen silbernen Lindenzweigen.“ |
| Wappenbegründung: Die Farben der Gemeinde – abgeleitet vom Wappen – sind Weiß (Silber) – Grün. Das Wappen wurde von der Grafikerin Renate Lehnhof gestaltet und am 26. Januar 1999 durch das Regierungspräsidium Halle genehmigt. | |

## Sehenswürdigkeiten und Kultur

### Bauwerke

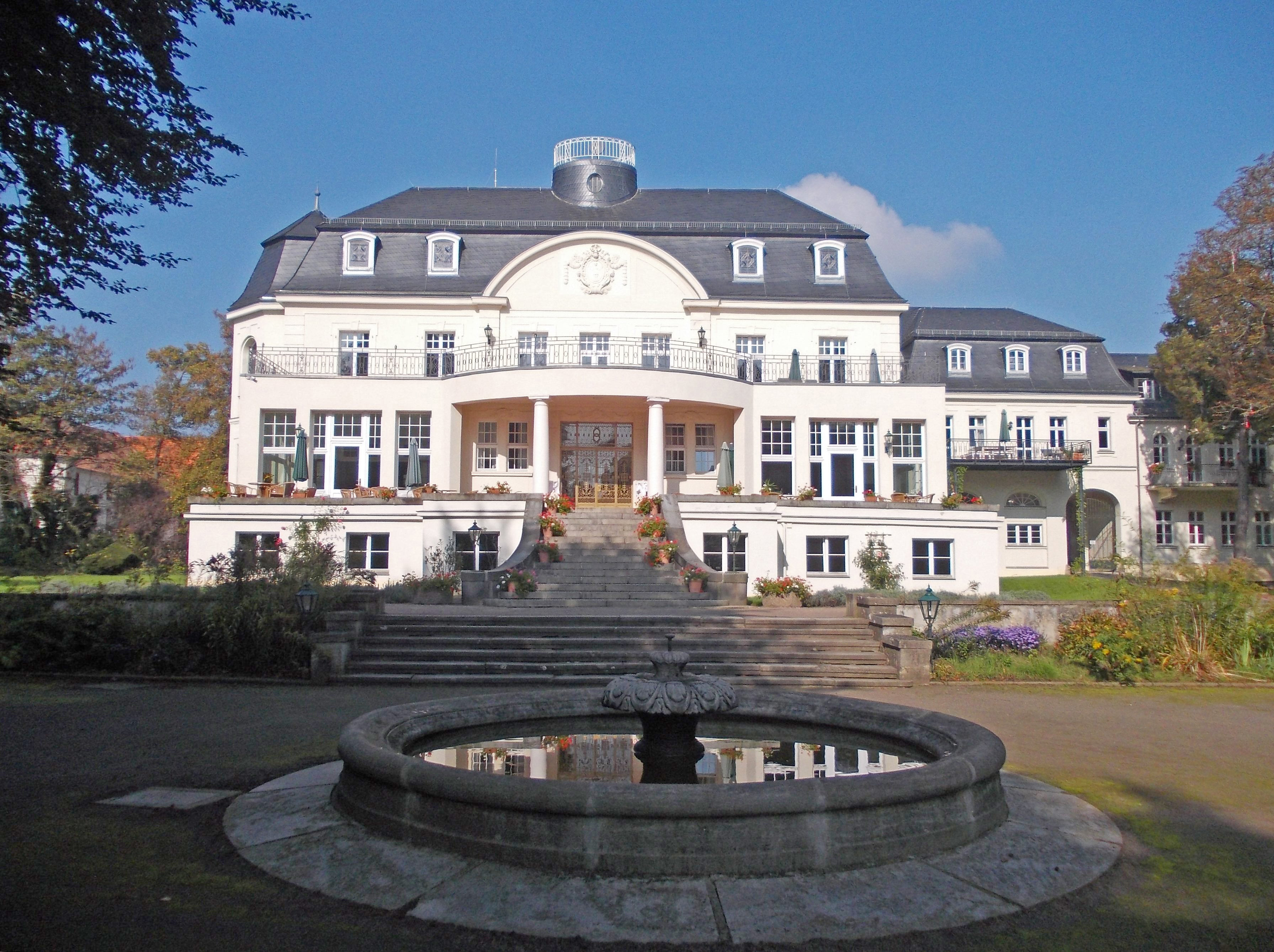
Schloss Teutschenthal

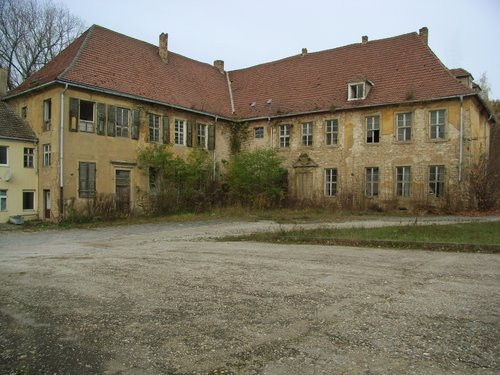
Schloss Würdenburg

- Schloss Teutschenthal: Haus und Gut[29] gehörten dem Unternehmer Carl Wentzel (1876–1944), einem Opfer des 20. Juli 1944. Die zum Schloss führende Straße trägt seinen Namen. Seine Enkel haben das Schloss übernommen, das jetzt als Hotel genutzt wird.
- Die Kirche St. Laurentius in Oberteutschenthal wurde nach 1120 vom Kloster Kaltenborn errichtet und 1129 erstmals erwähnt, der heutige Bau stammt im Kern aus der zweiten Hälfte des 15. Jahrhunderts. Ihr Schiff wurde 1617 erneuert und Mitte des 18. Jahrhunderts verlängert.
- Die Kirche St. Viti in Unterteutschenthal wurde zur gleichen Zeit wie St. Laurentius vom Kloster Kaltenborn errichtet und ebenfalls 1129 erstmals erwähnt. 1675 wurde sie in heutiger Form errichtet, wobei der gotische Turm des Vorgängerbaus (15. Jahrhundert) integriert wurde. Ein Umbau erfolgte im Jahre 1740.
- Das ehemalige Rittergut „Haus Würdenburg“, dessen Schloss wegen akuter Einsturzgefahr 2019 abgerissen wurde.
- Wasserturm in der Nähe des Schlosses Teutschenthal
- Ehemaliges Krankenhaus Teutschenthal

### Gedenkstätten
- Gedenkstein auf dem Ortsfriedhof zur Erinnerung an die Opfer der Kämpfe gegen den Kapp-Putsch 1920 sowie an die Opfer des Faschismus, darunter den KPD-Aktivisten Albert Schmidt, den Bergmann Hermann Wendt und den Juden Salomon Maerker. Nach Schmidt und Maerker wurden Straßen benannt.
- Zur Erinnerung an Salomon Maerker wurde am 25. Juni 2015 in der Friedrich-Henze-Straße ein Stolperstein verlegt. Siehe auch: Liste der Stolpersteine in Teutschenthal
- Verschiedene Kriegerdenkmäler des 19. und 20. Jahrhunderts[30]

### Kulturelle Einrichtungen
- Kultur- und Gemeindezentrum Teutschenthal (großer Saal mit 550 Plätzen)
- Bücherei der Gemeinde Teutschenthal (Bücherei – Galerie – Lesecafé Teutschenthal)
- Teutsches Theater Teutschenthal

### Veranstaltungen
- Mahagoni Festival (jährlich im Juli)[31]

## Wirtschaft und Infrastruktur

### Verkehr

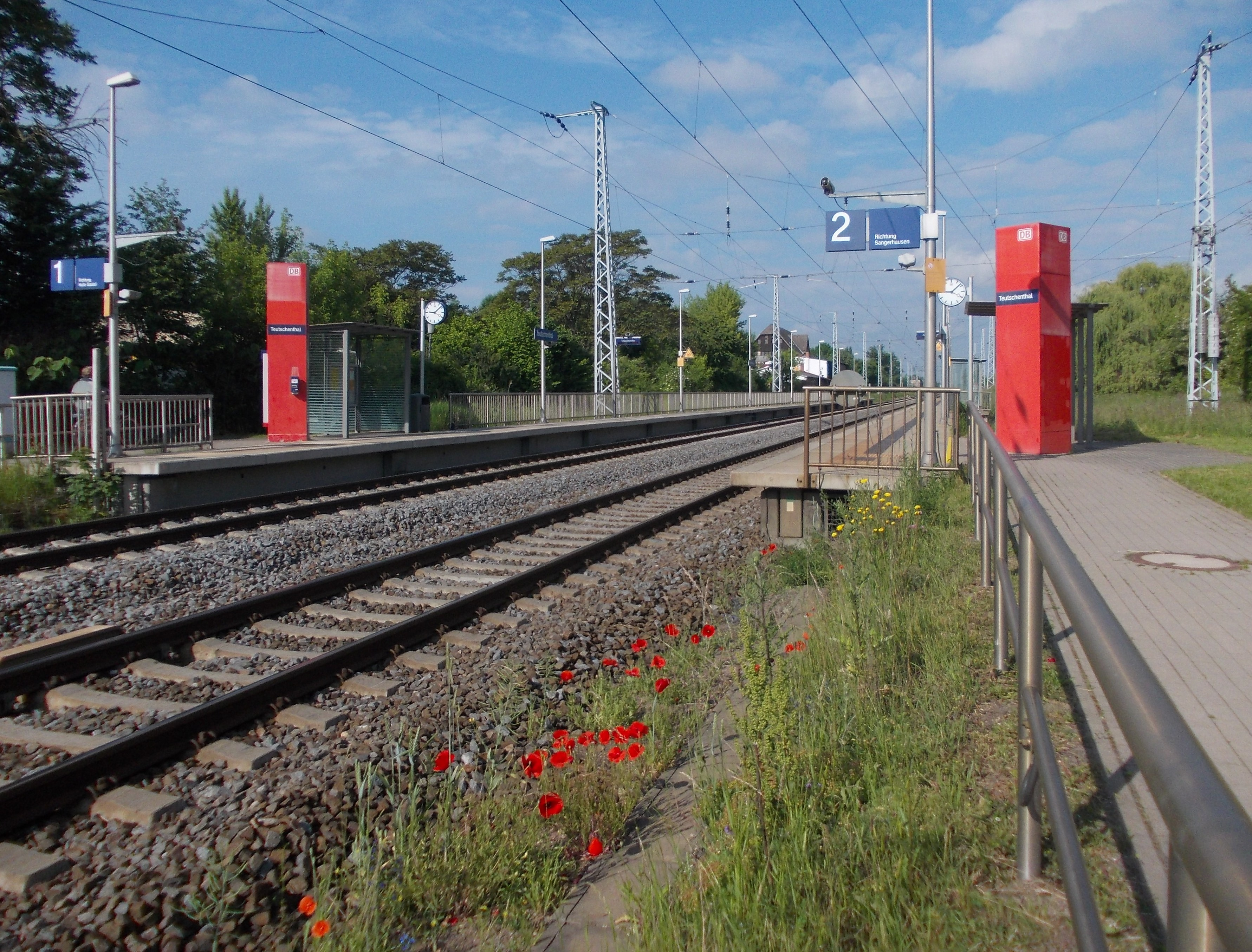
Bahnhof Teutschenthal

Der Haltepunkt Teutschenthal Ost in Eisdorf und der Bahnhof Teutschenthal in der Bahnhofssiedlung liegen an der Bahnstrecke Halle–Hann. Münden, mit stündlichem Halt der S-Bahn Mitteldeutschland S7 Richtung Halle (Saale) und Lutherstadt Eisleben.
Teutschenthal liegt südlich der Bundesstraße 80 von Halle (Saale) nach Lutherstadt Eisleben. Die Gemeinde verfügt zudem über eine Anschlussstelle der A 143, welche westlich von Halle die A 14 mit der A 38 verbinden wird.

### Sport

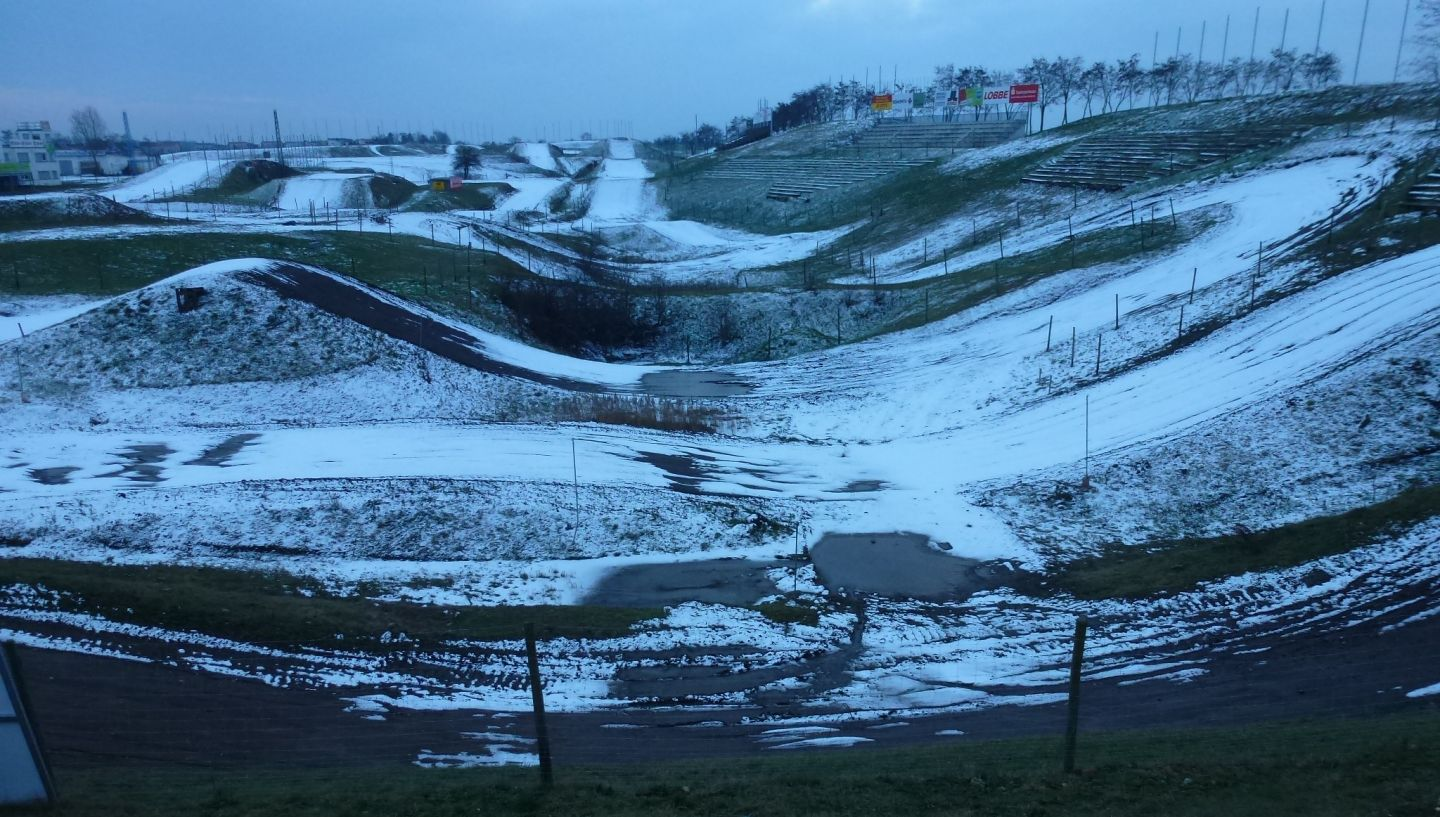
Motocross-Strecke

Auf der Rennstrecke im Talkessel Teutschenthal finden seit 1966 regelmäßig Motocross-Rennen und unter anderem der „Grand Prix of Germany“ zur Motocross-Weltmeisterschaft, der Motocross of Nations sowie die Motocross-Landesmeisterschaft Sachsen-Anhalt statt.
Der Sportverein 1885 Teutschenthal ist der größte und zugleich älteste Verein in Teutschenthal. Er umfasst die Sektionen Fußball, Gymnastik, Leichtathletik, Kegeln und seit 2009 auch die Sektion Wurf- und Laufteam. Bis 2009 war Teutschenthal auch Bundesstützpunkt für die Leichtathletik.
Eine der erfolgreichsten Sektionen ist die 1981 gegründete Abteilung Tischtennis in der SG Eisdorf 1918 e. V. Auf Grund der Spielstärke und der Mitgliederzahl wurde Tischtennis zum Freizeitsport in Eisdorf. Heute stellt die SG von der Landesliga bis in die Kreisklasse sechs Mannschaften und eine Jugendmannschaft in der Bezirksliga Halle.

## Persönlichkeiten

### Söhne und Töchter der Gemeinde
- Johann Gottfried Erichsen (um 1713–1768), Arzt und Moorkolonisator
- Udo III. von Alvensleben (1823–1910), Rittergutbesitzer, Autor und preußischer Hauptmann, in Benkendorf geboren
- Otto Luedecke (1851–1910), Geologe
- Erich von Wolff-Gudenberg (1883–1955), Dirigent und Komponist
- Otto Sierau (1898–?), Bergmann, Abgeordneter der Volkskammer der DDR
- Karl-Heinz Köhler (* 1937), Maler und Grafiker
- Cornelia Polit (* 1963), Schwimmeuropameisterin 1981 und 1983

### Mit Teutschenthal verbundene Persönlichkeiten
- Carl Wentzel (1876–1944), Landwirt und Agrarunternehmer in Teutschenthal
- David Samuel von Madai (1709–1780), Mediziner und Numismatiker, Besitzer des Ritterguts Benkendorf
- Bruno Böttge (1891–1967), Politiker (SPD, SED), 1924–1933 Bürgermeister in Teutschenthal
- Günter-Willi Scholz (* 1952), Politiker (SED, PDS), 1987 bis 1990 Bürgermeister in Teutschenthal

## Sonstiges
Der Kinofilm Schultze gets the blues (Regie: Michael Schorr, Hauptdarsteller: Horst Krause) aus dem Jahr 2003 wurde zum großen Teil in Teutschenthal gedreht. Auch einige Szenen des Films Alfons Zitterbacke – Endlich Klassenfahrt! wurden in Teutschenthal gedreht.